# Фауна на Тракия (сборник)
Фауна на Тракия е тритомен сборник от статии занимаващи се с фауната на Тракия. Книгите са издадени в периода 1964 – 1966 от Зоологически институт с музей на БАН. Статиите са на български език с резюмета на руски и немски.

## Книги

### Том 1
| Страници  | Статия                                                                              | Автори                           |
| --------- | ----------------------------------------------------------------------------------- | -------------------------------- |
| 5 – 18    | Обща характеристика на Тракия                                                       | Г. В. Паспалев                   |
| 19 – 53   | Насекомоядни бозайници и гризачи от Тракия                                          | Г. Марков                        |
| 55 – 105  | Птиците от Тракия                                                                   | Х. Боев, Ж. Георгиев, Ст. Дончев |
| 107 – 144 | Правокрили насекоми (Orthoptera) от Тракия                                          | Г. П. Пешев                      |
| 145 – 206 | Видове Hymenoptera от Тракийската низина                                            | Н. Атанасов                      |
| 207 – 246 | Heteroptera от Тракийската низина                                                   | М. Иосифов                       |
| 247 – 296 | Хоботници (Curculionidae, Coleoptera) от Тракийската низина и някои съседни области | П. А. Ангелов                    |
| 297 – 305 | Водни твърдокрили насаекоми (Hydrocanthares, Coleoptera) от Тракия                  | М. Йосифов                       |
| 307 – 324 | Твърдокрили (Coleoptera) от Тракийската низина и някои съседни области              | П. А. Ангелов                    |
| 325 – 353 | Пухояди (Mallophaga – Ins.) от Тракия                                               | Кр. Тулешков                     |
| 355 – 362 | Anoplura от Тракия                                                                  | Кр. Тулешков                     |
| 363 – 376 | Aphaniptera по бозайници и техните гнезда в Тракия                                  | Л. Христов                       |
| 377 – 404 | Изследвания върху копеподната и кладоцерната фауна на Тракия                        | В. Найденов                      |

### Том 2
| Страници  | Статия                          | Автори             |
| --------- | ------------------------------- | ------------------ |
| 121 – 155 | Перови акари на птици от Тракия | И. Василев         |
| 265 – 288 | Върху ихтиофауната на Тракия    | Г. Паспалев (ред.) |

### Том 3
| Страници  | Статия                                     | Автори   |
| --------- | ------------------------------------------ | -------- |
| 231 – 291 | Хидробиологични изследвания на река Марица | Б. Русев |